# Los Helechos
Los Helechos é um município argentino da província de Misiones, situado dentro do departamento Oberá. 
Se situa em uma latitude de 27° 33' sul e em uma longitude de 55° 05' oeste.
O município conta com uma população de 3.616 habitantes, segundo o censo do ano 2001 (INDEC).